# Relaciones España-Rumanía
Las Relaciones España-Rumania son las relaciones exteriores entre el Reino de España y Rumania. Las relaciones entre ambos países se han caracterizado por su dinamismo y los frecuentes contactos bilaterales y multilaterales. Ambos países son miembros de la Unión Europea (UE), del espacio Schengen y de la OTAN.

## Historia
En la Edad Antigua, los territorios tanto de Dacia como de Hispania, aunque ubicados en los dos extremos de Europa, habían sido provincias romanas del Imperio romano. Los romanos introdujeron la lengua latina, antecesora de las modernas española y rumana.

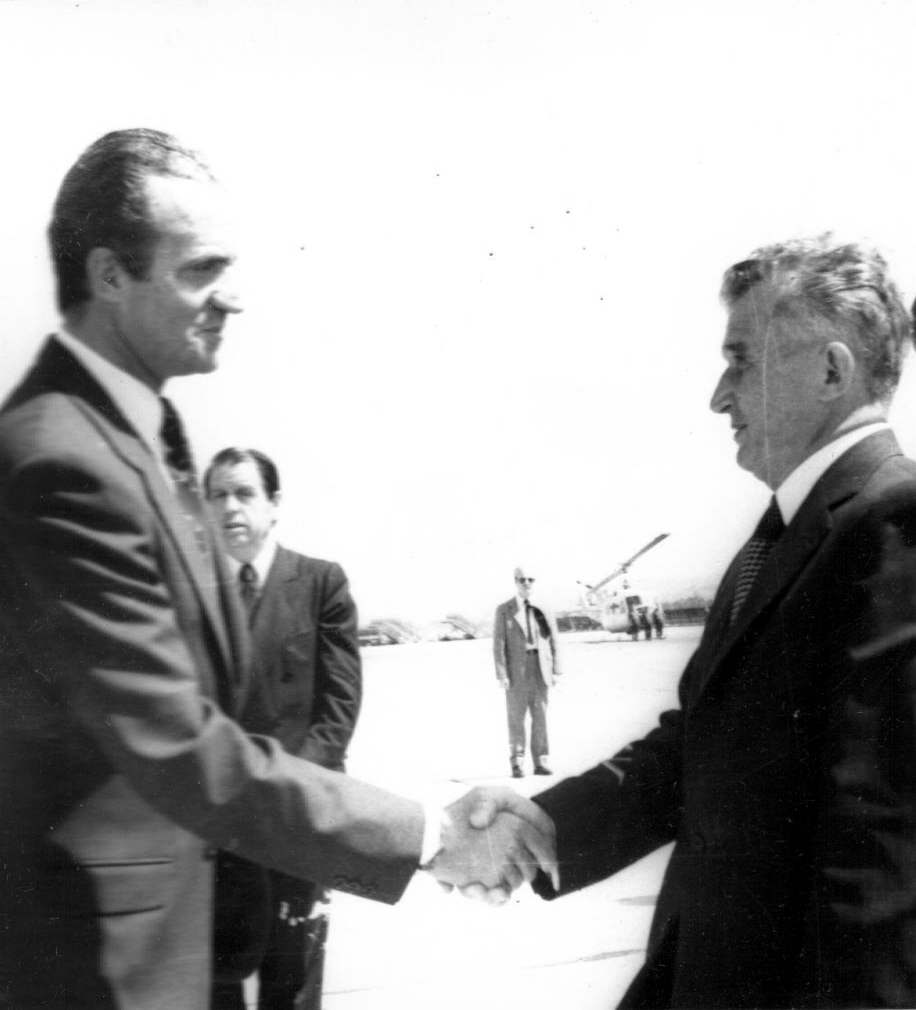
El presidente rumano Nicolae Ceaușescu es recibido por el rey español Juan Carlos I en Madrid, 1979.

Las primeras relaciones políticas directas hispano-rumanas se remontan al siglo XV, cuando el vaivoda de Transilvania, Juan Hunyadi, y el rey Alfonso V de Aragón firmaron un tratado de cooperación.
El 12 de abril de 1880, España reconoció la independencia de Rumania después de la guerra ruso-turca contra el Imperio otomano. En junio de 1881, una legación diplomática de España llegó a Bucarest. Durante la visita se firmaron varios acuerdos comerciales entre los dos países. En junio de 1913, se inauguró la legación rumana en Madrid.
El 4 de abril de 1946, el gobierno rumano rompió relaciones diplomáticas con el régimen franquista y reconoció a la Segunda República española en el exilio. En enero de 1967, la República Socialista de Rumania y España firmaron un acuerdo consular y comercial. En febrero de 1977, ambas naciones abrieron embajadas residentes en sus respectivas capitales.
Desde el final de la Revolución rumana de 1989, las relaciones bilaterales entre ambos países han aumentado. España apoyó la entrada de Rumania en la Unión Europea (UE), lo cual Rumania fue admitida en 2007. En junio de 2016, ambas naciones celebraron 135 años desde el establecimiento de relaciones diplomáticas. España fue clasificada como el país mejor valorado entre la población rumana.

## Ciudadanía
Recientemente, se ha propuesto un convenio de doble nacionalidad, en el que españoles y rumanos puedan adquirir la nacionalidad sin renunciar a la de origen. Rumania sería el tercer país fuera del ámbito iberoamericano con el que España firmaría un convenio de esta naturaleza, después de Francia e Italia.

## Acuerdos bilaterales
Ambas naciones han firmado varios acuerdos bilaterales como un Acuerdo sobre la regulación y organización de los flujos migratorios laborales entre ambas naciones (2002); Acuerdo de Cooperación en el ámbito de la protección de los menores rumanos no acompañados en España, su repatriación y la lucha contra su explotación (2006); Acuerdo de Seguridad Social (2006); Acuerdo de Cooperación en la lucha contra la delincuencia (2007); Acuerdo de seguridad sobre la protección recíproca de información clasificada (2011); Acuerdo sobre el funcionamiento del Centro Español del Instituto Cervantes de Bucarest y del Instituto Cultural Rumano de Madrid (2012); Memorando de entendimiento entre el Instituto Nacional de Estadística de Rumanía y el Instituto Nacional de Estadística de España sobre la cooperación en el campo del desarrollo de nuevos métodos e instrumentos para las estadísticas oficiales (2019); y un Memorando de Entendimiento entre la Cámara de Comercio e Industria de Rumania y la Cámara de Comercio de España (2019).

## Misiones diplomáticas
- España tiene una embajada en Bucarest.[7]
- Rumania tiene una embajada en Madrid y consulados-generales en Barcelona, Bilbao y Sevilla, consulados en Castellón de la Plana, Ciudad Real y Zaragoza, y un vice-consulado en Almería.[8]

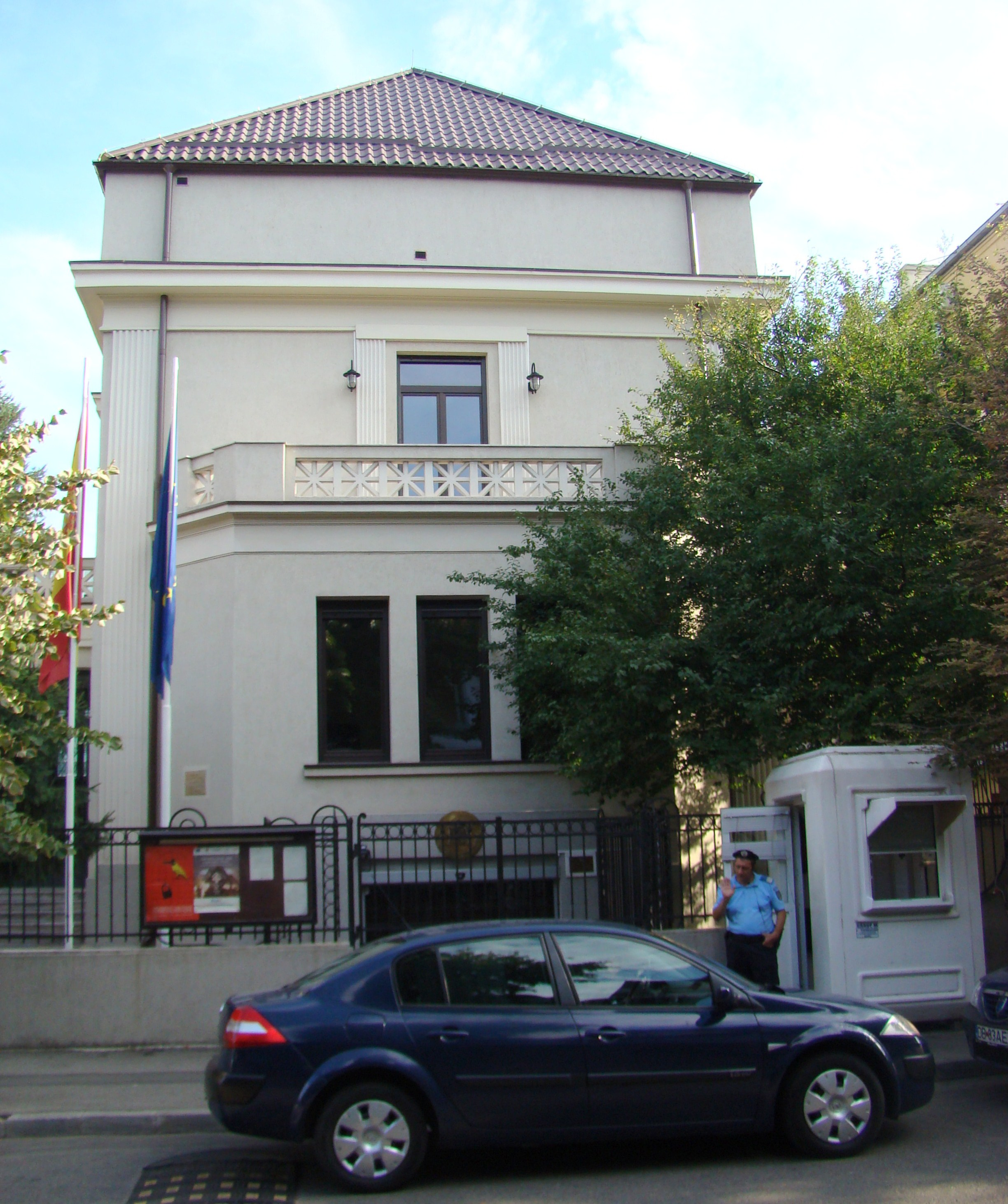
Antiguo edificio de la Embajada de España en Bucarest.
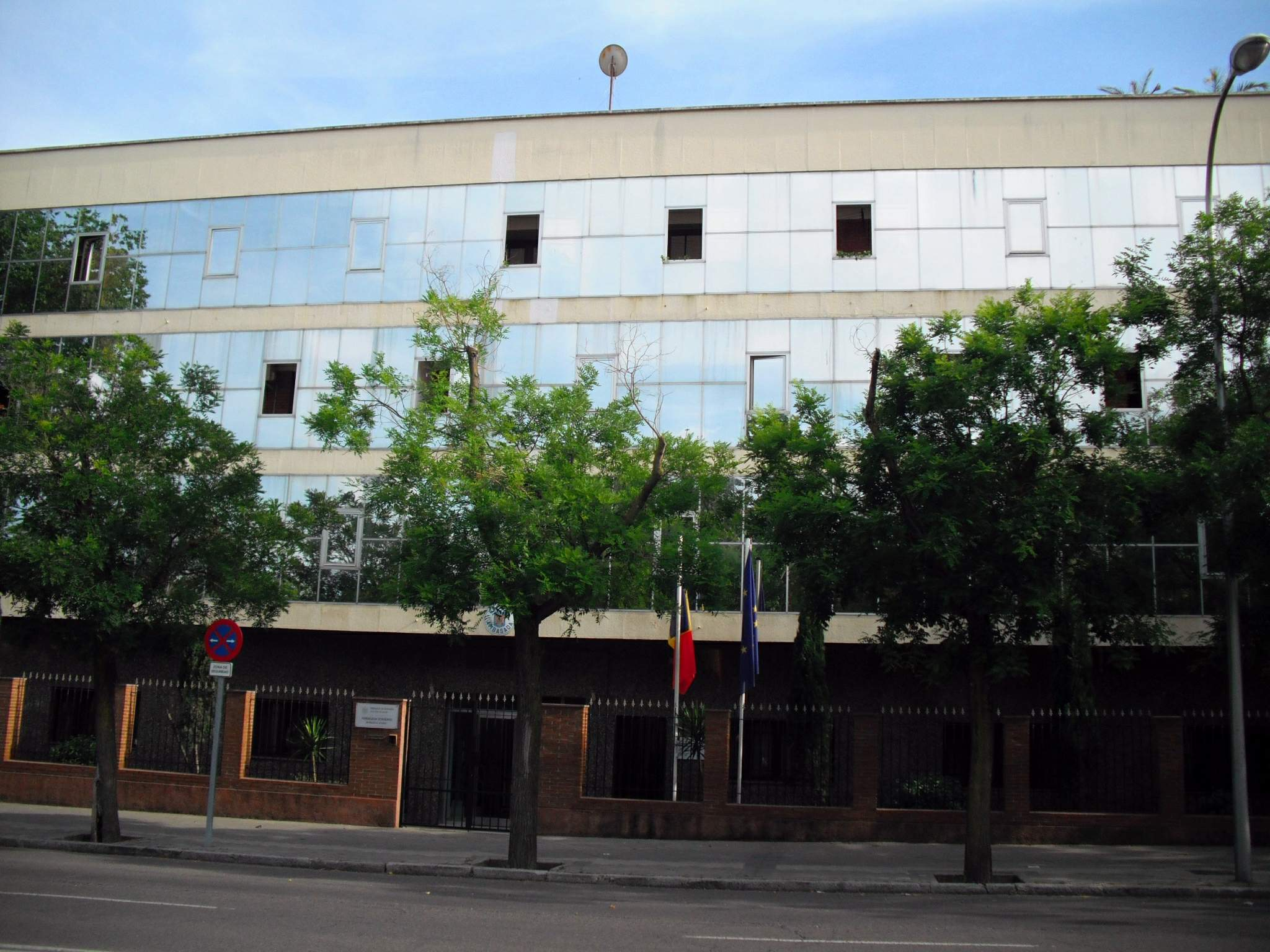
Embajada de Rumanía en Madrid.
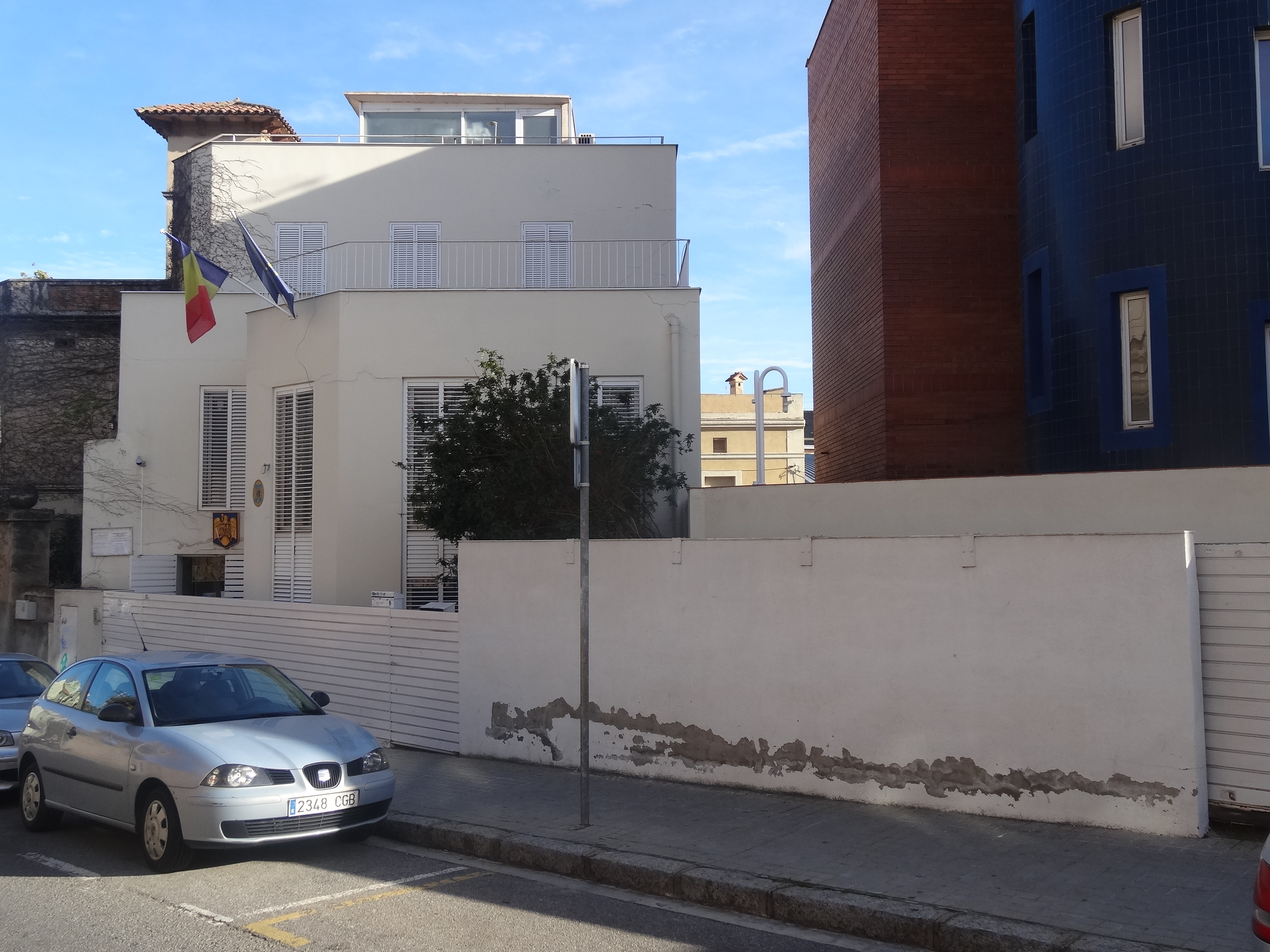
Consulado-General de Rumanía en Barcelona.